# Eroticline награда
Eroticline наградите (на английски: Eroticline Awards) се връчват за постижения в областта на порнографията. Те се организират и провеждат по време на еротичния фестивал в Берлин, Германия от 2005 до 2009 г.

## Носители

### 2005
| категория                         | носител                   |
| --------------------------------- | ------------------------- |
| Най-добра актриса в Европа        | Рене Порнеро · Франция    |
| Най-добра актриса в САЩ           | Савана Семсън · САЩ       |
| Най-добра актриса в Германия      | Вивиан Шмит · Германия    |
| Най-добра нова актриса в света    | Бригита Булгари · Унгария |
| Най-добра нова актриса в Германия | Яна Бах · Германия        |
| Най-добър международен актьор     | Роко Сифреди · Италия     |
| Почетна награда                   | Джена Джеймисън · САЩ     |

### 2006
| категория                         | носител                                     |
| --------------------------------- | ------------------------------------------- |
| Най-добра международна актриса    | Одри Холандър · САЩ                         |
| Най-добра актриса в Европа        | Попи Морган · Великобритания                |
| Най-добра актриса в САЩ           | Джесика Дрейк · САЩ                         |
| Най-добра актриса в Германия      | Яна Бах · Германия · Вивиан Шмит · Германия |
| Най-добра нова актриса в света    | Роберта Джема · Италия                      |
| Най-добра нова актриса в Германия | Леони Сейнт · Германия                      |
| Най-добър международен актьор     | Томи Гън · САЩ                              |

### 2007
| категория                                   | носител                 |
| ------------------------------------------- | ----------------------- |
| Най-добра актриса в Европа                  | Ясмин · Франция         |
| Най-добра актриса в САЩ                     | Джеси Джейн · САЩ       |
| Най-добра актриса в Германия                | Леони Сейнт · Германия  |
| Най-добра нова актриса в света              | Кармен Харт · САЩ       |
| Най-добра нова актриса в Германия           | Манди Блу · Германия    |
| Най-добър международен актьор               | Грег Сентауро · Франция |
| Награда за посвещение на индустрията        | Вивиан Шмит · САЩ       |
| Награда за най-успешна бизнесдама в САЩ     | Тера Патрик · САЩ       |
| Награда за най-успешна бизнесдама в Европа. | Салма Де Нора · Испания |
| Награда за изключителни постижения          | Роберта Джема · Италия  |

### 2008
| категория                                                      | носител                 |
| -------------------------------------------------------------- | ----------------------- |
| Най-добра международна актриса                                 | Манди Брайт · Унгария   |
| Най-добра актриса в Европа                                     | Ясмин · Франция         |
| Най-добра актриса в САЩ                                        | Джеси Джейн · САЩ       |
| Най-добра актриса в Германия                                   | Тира Мизукс · Германия  |
| Най-добра нова актриса в Европа                                | Грета Мартини · Румъния |
| Най-добра нова актриса в САЩ                                   | Стоя · САЩ              |
| Най-добра нова актриса в Германия                              | Анина Укатис · Германия |
| Най-добра актриса в серии                                      | Алекса Болд · Чехия     |
| Най-добра фетиш актриса                                        | Мистрес Джемини · САЩ   |
| Най-добър международен актьор                                  | Ранди Спиърс · САЩ      |
| Най-добър актьор в Германия                                    | Грег Сентуро · Франция  |
| Кросоувър звезда в Германия                                    | Яна Бах · Германия      |
| Кросоувър звезда в света                                       | Роберта Джема · Италия  |
| Награда за изключителни постижения                             | Джесика Дрейк · САЩ     |
| Награда за изключителни постижения                             | Марк Дорсел · Франция   |
| Награда за пионерски постижения в порнографските филми за жени | Петра Джой · Германия   |

### 2009
| категория                         | носител                |
| --------------------------------- | ---------------------- |
| Най-добра актриса в Европа        | Тара Уайт · Чехия      |
| Най-добра актриса в Германия      | Вивиан Шмит · Германия |
| Най-добра нова актриса в света    | Сабрина · Чехия        |
| Най-добра нова актриса в Германия | Джесмин Руж · Румъния  |
| Порнозвезда на годината           | Яна Бах · Германия     |
| Изгряваща звезда                  | Ванита Тан · Германия  |
| Най-добър международен актьор     | Томи Гън · САЩ         |
| Кросоувър звезда                  | Мария Мия · Германия   |